# جون كينغ (ممثل)
جون كينغ (بالإنجليزية: John King)‏ هو مغني وممثل أمريكي، ولد في 11 يوليو 1909 بسينسيناتي في الولايات المتحدة، وتوفي في 11 نوفمبر 1987 بسان دييغو في الولايات المتحدة.

## أعمال

### أفلام
- (1936) ثلاث فتيات ذكيات

## وصلات خارجية
- جون كينغ على موقع IMDb (الإنجليزية)
- جون كينغ على موقع أول موفي (الإنجليزية)
- جون كينغ على موقع قاعدة بيانات الفيلم (الإنجليزية)